# Francesco Gargano
Francesco Gargano (Grammichele, 6 maggio 1896 – Göteborg, 29 ottobre 1975) è stato uno schermidore italiano, specializzato nella sciabola .
È stato il primo siciliano a vincere una medaglia d'oro alle Olimpiadi. Alle Olimpiadi di Anversa nel 1920, ha gareggiato con la squadra italiana di scherma nei tornei individuale e a squadre.
Nella competizione individuale, è arrivato 11º con tre vittorie su undici. In quella a squadre, invece, ha vinto l'oro insieme a Aldo Nadi, Nedo Nadi, Giorgio Santelli, Dino Urbani, Frederico Secondo Cesarano, Oreste Puliti e Baldo Baldi.